# Richard Gerstl
Richard Gerstl (14. září 1883 Vídeň – 4. listopadu 1908 Vídeň) byl rakouský expresionistický malíř a kreslíř.

## Život
Vyrůstal v zámožné obchodnické rodině, jeho otec byl uherský Žid a matka katolička narozená v jihočeské Kaplici. Od útlého věku se zajímal o malířství, hudbu a literaturu, již v patnácti letech byl přijat na vídeňskou Akademii. Jeho učiteli byli Christian Griepenkerl a Simon Hollósy, Gerstlova individualistická povaha však vedla k četným konfliktům s autoritami, takže formální vzdělání nakonec nezískal. Ve své malířské tvorbě se zaměřil na portréty, v nichž spíše než vnější podobu zachycoval psychiku zobrazované osoby. Jeho výtvarný styl výrazně ovlivnili Edvard Munch a Vincent van Gogh. Byl průkopníkem expresionismu v Rakousku a odmítal secesní zdobnost, dokonce bojkotoval výstavy, kterých se účastnil Gustav Klimt.
Jeho nejbližším uměleckým souputníkem byl Victor Hammer, s nímž dočasně sdílel ateliér. Od roku 1906 patřil do společnosti avantgardních umělců, kterou tvořili Arnold Schoenberg, Gustav Mahler nebo Alban Berg. Při společném letním pobytu v Gmundenu se stal milencem Schoenbergovy manželky Matilde. Když jejich vztah vyšel najevo, Schoenberg se svými přáteli Gerstla zavrhli, Matilde ho pak kvůli rodině opustila a zhrzený malíř v listopadu 1908 spáchal ve svém ateliéru v Alsergrundu sebevraždu oběšením. Byl pochován na hřbitově Sieveringer Friedhof v Döblingu. Schoenberg se pak s nevěrou své ženy vyrovnával v hudebním dramatu Šťastná ruka.
Po Gerstlově smrti upadlo jeho dílo do zapomenutí, až ve třicátých letech je začal propagovat galerista Otto Kallir. Gerstlovy obrazy mají ve svých sbírkách Muzeum Leopoldových, Belvedere a Kunsthaus Zug. Jeho složitá osobnost a nekompromisní přístup k umění ovlivnily také poválečný vídeňský akcionismus.

## Galerie

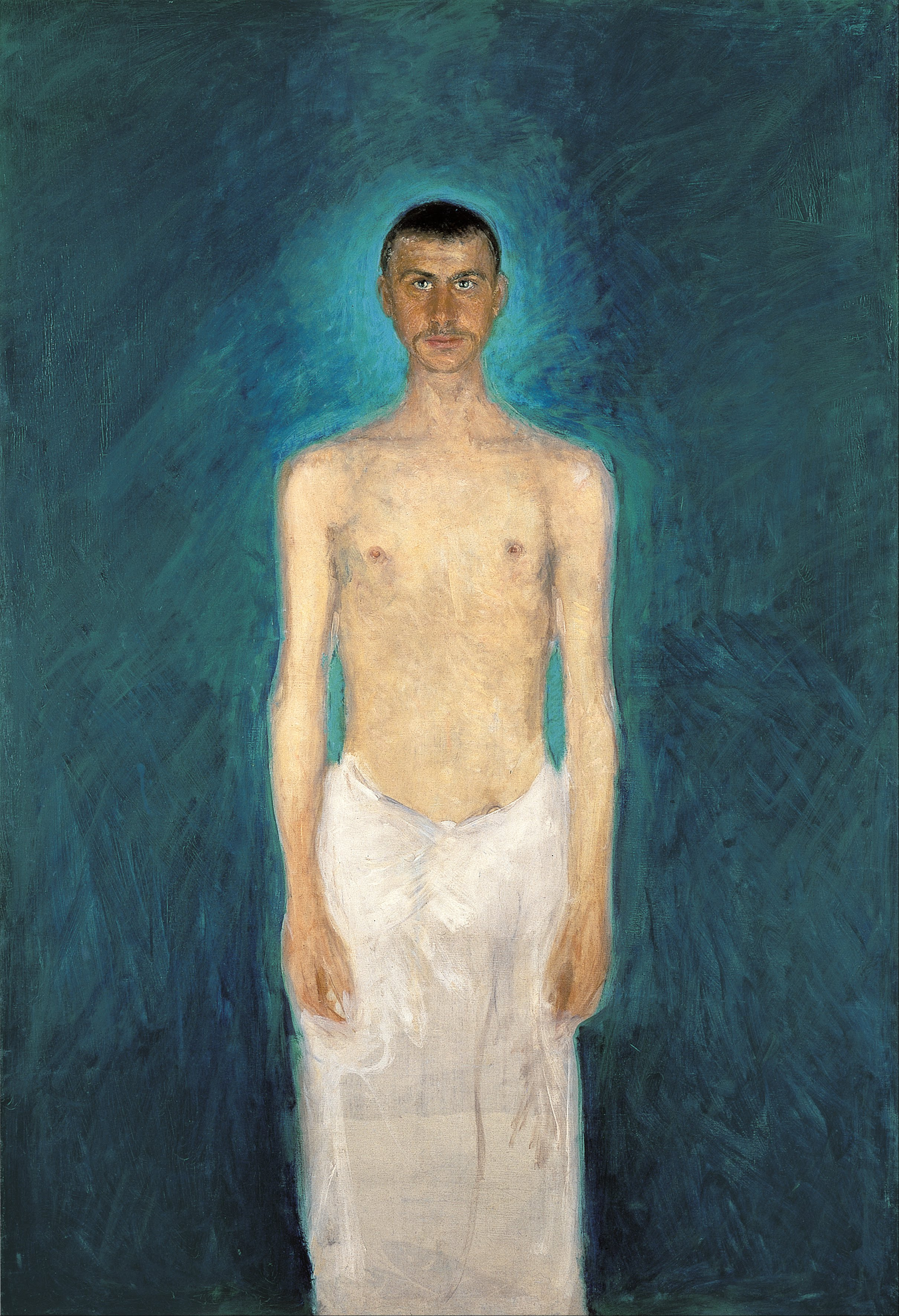
Autoportrét jako poloakt (1905)
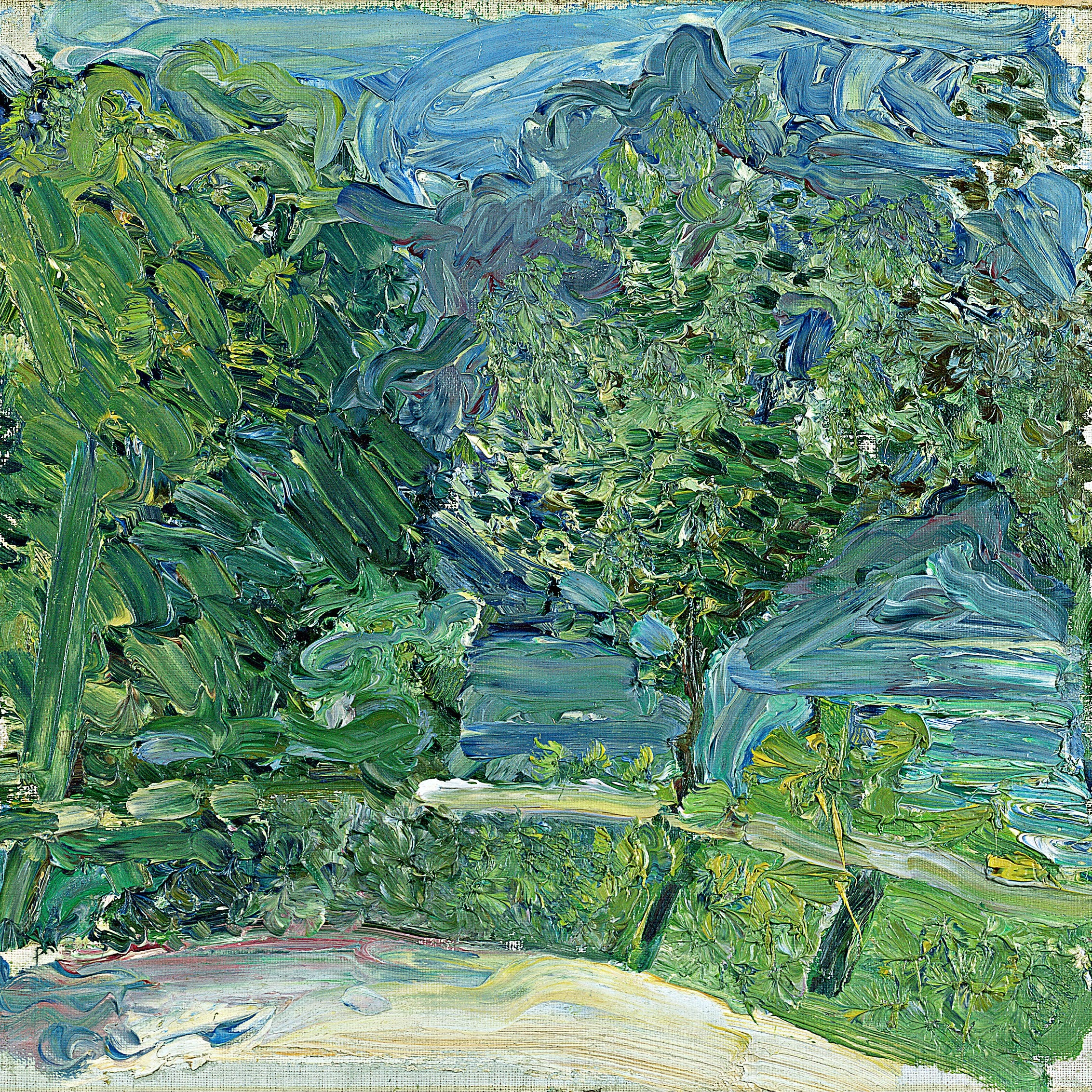
Cesta kolem jezera u Gmundenu (1907)
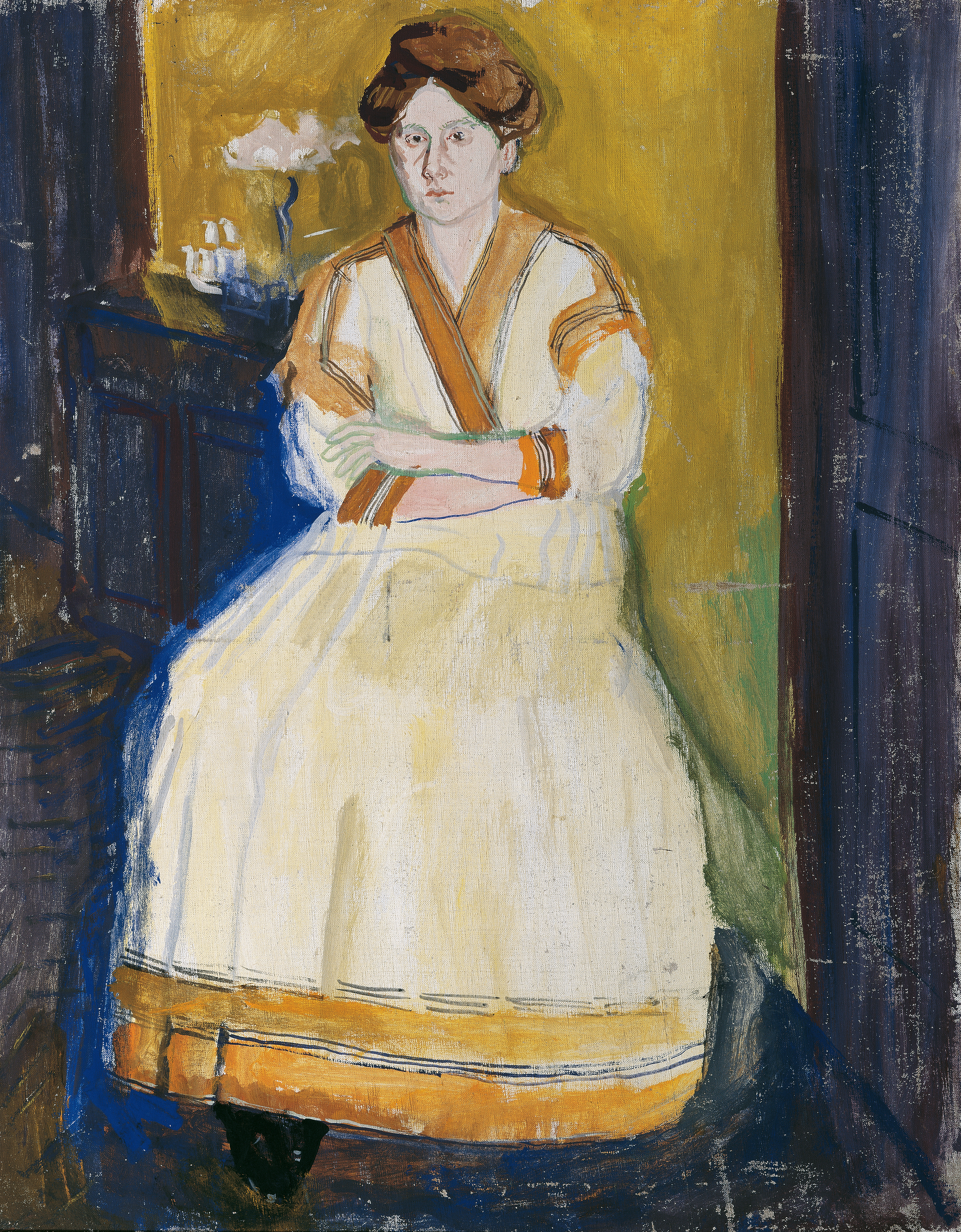
Mathilde Schönbergová (1907)
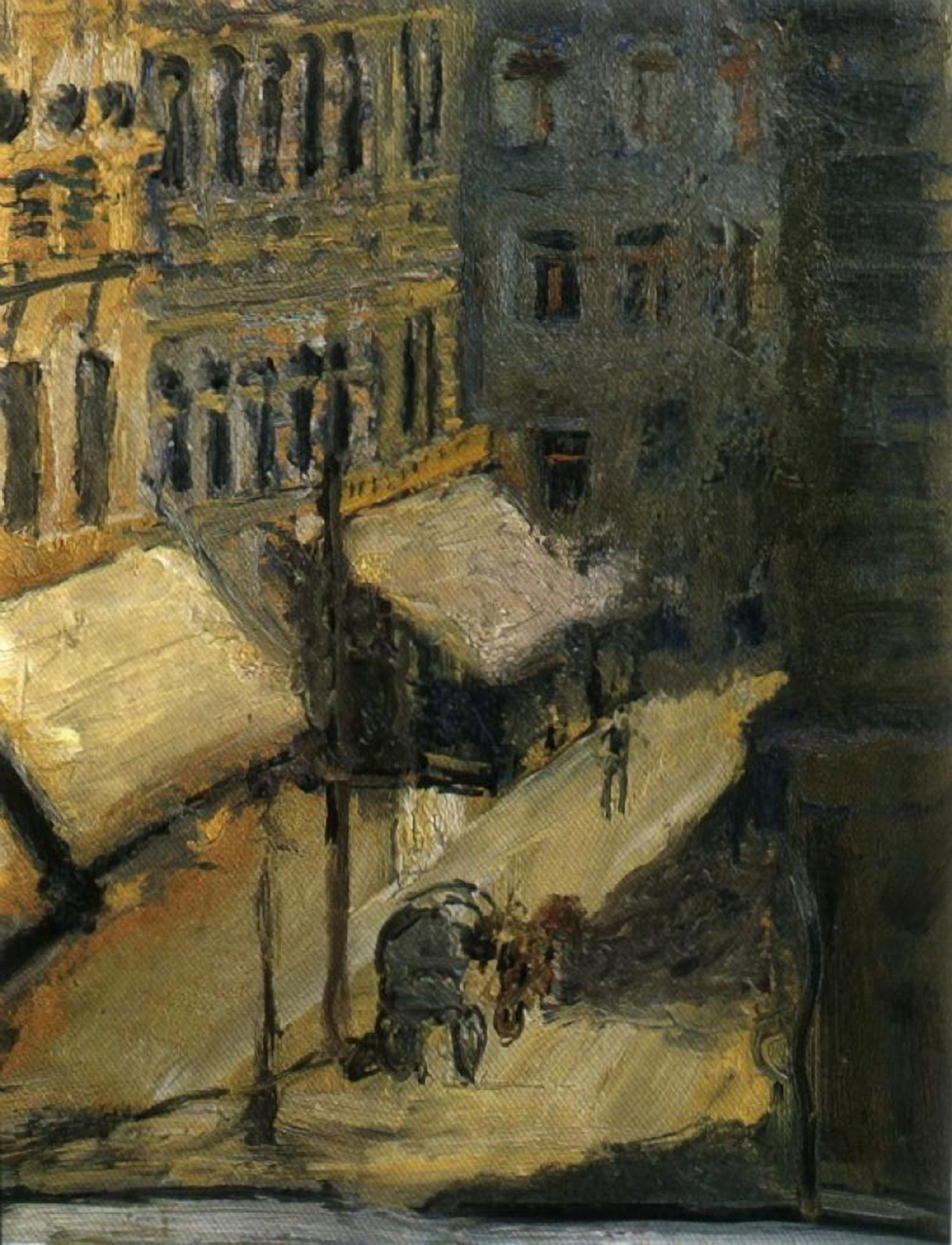
Pouliční výjev (Nußdorferstraße) (1908)